# Wielka Skała (Jerzmanowice)
Wielka Skała – ostaniec wchodzący w skład grupy skał zwanych Ostańcami Jerzmanowickimi. Znajduje się na wierzchowinie Wyżyny Olkuskiej, w miejscowości Jerzmanowice, w odległości ok. 450 m na południowy zachód od drogi krajowej nr 94. Według Geoportalu ma tę samą wysokość, co Grodzisko (Wzgórze 502) – 512,8 m n.p.m. i są to dwa najwyższe wzniesienia Wyżyny Olkuskiej. Obydwa te ostańce znajdują się w odległości ok. 450 m od siebie – Grodzisko jest wysunięte dalej na południowy zachód.
Wielka Skała znajduje się wśród pól uprawnych, z tyłu za domami. Jest wapiennym ostańcem, nie jest jednak obiektem zainteresowania wspinaczy skalnych, gdyż jej stoki są stosunkowo łagodne i silnie porośnięte trawnikami, krzewami i drzewami. Zainteresowała natomiast speleologów, którzy zlokalizowali w niej trzy schroniska: Schronisko w Ostańcu I, II i III.
Wielka Skała, podobnie jak inne skałki w gminie Jerzmanowice-Przeginia, od 1970 roku ma status pomnika przyrody (w rejestrze wojewódzkim ma nr 10/33 i 10/34), i znajduje się na obszarze Parku Krajobrazowego Dolinki Krakowskie.